# Gulnäbbad and
Gulnäbbad and (Anas undulata) är en afrikansk andfågel i familjen änder.

## Utseende och läte

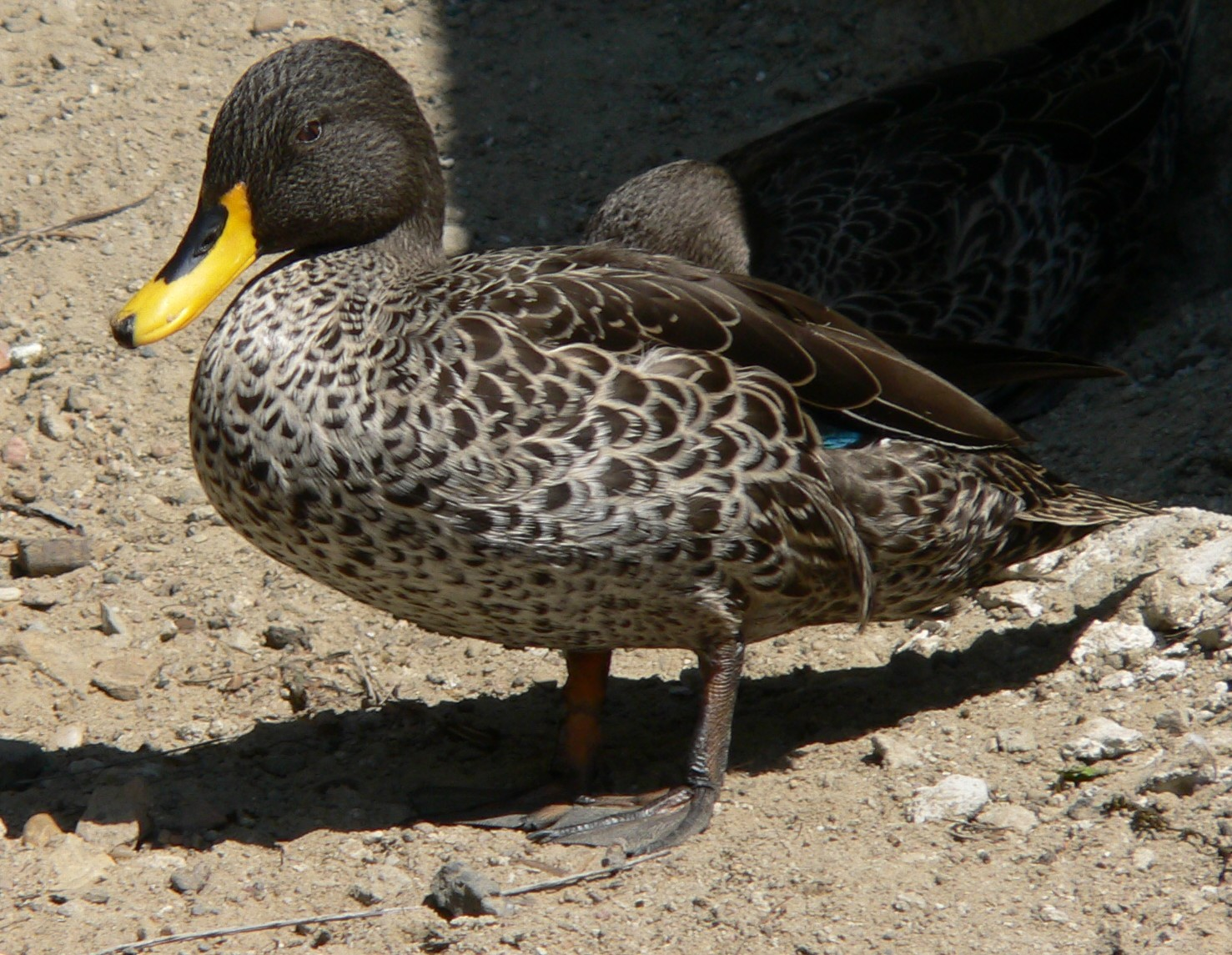

Gulnäbbad and är en genomgående gråbrun gräsandsstor and med mörkt huvud och klargul näbb, med svart näbbrygg. Den har vit vingundersida och har en vitkantad grön vingspegel. Könen är lika, och juvenilen är något mörkare. Underarten rueppelli är mörkare och har ljusare näbb och blå vingspegel. Hanen har ett krickliknande vissling medan honan har ett gräsandsliknande kvack.

## Utbredning och systematik
Gulnäbbad and är en vanligt förekommande häckfågel i södra och östra Afrika. Den är huvudsakligen en stannfågel men gör lokala förflyttningar under torrperioder för att finna lämpliga vatten.
Gulnäbbad and delas upp i två underarter med följande utbredning:
- Anas undulata undulata – förekommer lokalt från Kenya och Uganda till Angola och Sydafrika; även lokalt i östra Nigeria och centrala Kamerun, även om underartstillhörigheten är osäker
- Anas undulata rueppelli – förekommer från Eritrea, Etiopien och östra Sydsudan till norra Uganda (utgången?) och norra Kenya

Tillfälligtvis har den setts längre norrut i både Kamerun och Somalia.

## Ekologi
Gulnäbbad and lever i sötvattensbiotoper i övervägande öppna miljöer och födosöker främst i skymningen eller på natten. Arten är en allätare som äter både vegetabilier som frukt, frön, rötter, växtdelar och säd, och animalisk föda som kräftdjur, mollusker samt vattenlevande insekter och deras larver.
Fågeln häckar direkt på marken i tät vegetation i närheten av vatten, vissa bon med en tunnel genom omgivande växtlighet, och lägger sex till tolv ägg. Den är en utpräglad flockfågel utanför häckningsperioden och kan bilda mycket stora flockar.

## Status och hot
Den södra nominatformen minskar på grund av konkurrens och hybridisering med introducerade förvildade gräsänder. Internationella naturvårdsunionen IUCN anser dock att arten på det hela har en stabil populationsutveckling. Detta i kombination med en stor population och ett stort utbredningsområde gör att beståndet för gulnäbbad and anses vara livskraftigt (LC).